# 황동주
황동주(본명: 황광현, 1974년 4월 15일 ~ )는 대한민국의 배우이다.

## 학력
- 서울강남초등학교 (졸업)
- 성보중학교 (졸업)
- 서울고등학교 (졸업)
- 경희대학교 체육학과 (학사)

## 출연작

### 드라마
- 1996년 KBS2 청소년드라마 《사랑이 꽃피는 계절》
- 1997년 KBS2 청소년드라마 《스타트》 ... 반을수 역
- 1997년 MBC 단막극 《MBC 베스트극장 - 시인의 바다》
- 1998년 SBS 일일드라마 《7인의 신부》
- 2000년 KBS2 어린이 드라마 《요정 컴미》 ... 유한수 역
- 2000년 SBS 드라마스페셜 《여자만세》
- 2002년 KBS2 월화드라마 《거침없는 사랑》
- 2002년 KBS2 아침드라마 《여고 동창생》 ... 이상원 역
- 2004년 KBS1 TV소설 《찔레꽃》 ... 박민규 역
- 2004년 MBC 일일연속극 《왕꽃 선녀님》 ... 이동하 역
- 2005년 SBS 아침연속극 《여왕의 조건》 ... 이민규 역
- 2006년 SBS 금요드라마 《어느날 갑자기》 ... 동준 역
- 2006년 KBS1 TV소설 《순옥이》 ... 서인호 역
- 2007년 KBS2 단막극 《KBS 드라마시티 - 은어가 살던 곳》 ... 이진석 역
- 2007년 KBS2 단막극 《KBS 드라마시티 - 그녀들의 동행》 ... 길진 역
- 2008년 OCN 주말드라마 《과거를 묻지 마세요》
- 2010년 SBS 아침연속극 《당돌한 여자》 ... 오동재 역
- 2010년 KBS1 대하드라마 《근초고왕》 ... 부여문 역
- 2011년 KBS 드라마 스페셜 《아내의 숨소리》 ... 최호석 역
- 2012년 KBS2 주말연속극 《넝쿨째 굴러온 당신》 ... 가짜 귀남이 역 (특별출연)
- 2012년 KBS2 단막극 《KBS 드라마 스페셜 연작 시리즈 - SOS》 ... 윤문석 역
- 2012년 MBC 아침드라마 《사랑했나봐》 ... 주현도 역
- 2013년 SBS 주말극장 《원더풀 마마》 ... 홍윤재 역
- 2014년 MBC 아침드라마 《모두 다 김치》 ... 주현도 역 (특별출연)
- 2014년 SBS 월화드라마 《닥터 이방인》 ... 금봉현 역
- 2014년 KBS2 일일드라마 《뻐꾸기 둥지》 ... 정병국 역
- 2015년 MBC 일일연속극 《위대한 조강지처》 ... 이성호 역
- 2016년 MBC 주말특별기획 《아버님 제가 모실게요》 ... 한성식 역
- 2018년 KBS2 주말연속극 《같이 살래요》 ... 채성운 역
- 2019년 MBC 월화드라마 《아이템》 ... 하승목 역
- 2019년 KBS2 수목드라마 《왜그래 풍상씨》 ... 공무언 역(특별출연)
- 2020년 KBS2 월화드라마 《암행어사: 조선비밀수사단》 ... 임금 역
- 2020년 tvN 토일드라마 《철인왕후》
- 2021년 JTBC 수목드라마 《시지프스 : the myth》 ... 부기장 역(특별출연)
- 2021년 KBS2 일일드라마 《빨강구두》 ... 권주형 역
- 2022년 KBS2 일일드라마 《황금 가면》 ... 고대철 역
- 2023년 넷플릭스 드라마 《셀러브리티》 ... 김민찬 역
- 2024년 KBS2 일일드라마 《스캔들》 ... 박일중 역
- 2025년 일더하기 이야기 웹드라마 《멘탈워리어》
- 2025년 ~ 2026년 KBS1 저녁 일일연속극 《마리와 별난 아빠들》
- 2026년 MBC 금토드라마 《별이 빛나는 우리》

### 공연
- 2010년 《키스 할까요?》 ... 이곤 역

### 예능
- 2016년 12월 14일 MBC 《라디오스타》 505회
- 2017년 1월 23일 KBS2 《대국민 토크쇼 안녕하세요》 309회
- 2019년 4월 28일 MBC 《복면가왕》 201회
- 2025년 1월 26일 ~ 2025년 3월 9일 KBS joy 오래된 만남 추구 고정출연
- 2025년 3월 ??일 MBC 전지적 참견 시점 ???회
- 2025년 3월 ??일 MBC 라디오 스타 ???회
- 2025년 7월 28일 KBS2 오래된 만남 추구 - 3기